# 북관대첩
북관대첩(北關大捷) 또는 백탑교 전투(白塔郊戰鬪)는 1592년~1593년 함경도에서 의병장 정문부가 경성과 길주 등지에서 일본의 가토 기요마사의 군대와 반란을 일으킨 국경인과 여진족들을 모두 무찌르고 함경도를 탈환한 전투이다.

## 배경
임진왜란 때 한양을 함락시킨 조선침공군 제2군인 가토 기요마사의 2만 2000 군대는 곧바로 함경도로 진격했다. 곳곳에서 조선군이 속수무책으로 대응했기 때문에 함경도도 곧바로 무너지고 왕자 임해군과 순화군이 붙잡혔으며 국토의 끝 온성까지 왜군이 진격해 만주의 여진족과도 전투를 벌일 지경이었다.
만주의 여진족이 준동하고 정말수, 국경인, 국세필 함경도 토호반란까지 일어나고 있었다.

## 전투

### 정문부의 거병
당시 북평사로 있던 정문부는 1592년 10월 20일(음력 9월 16일) 이붕수, 지달원, 강문우, 최배천 등과 함께 의병을 일으켰다. 정문부는 먼저 강문우에게 기병을 몇을 주어 국세필 반란군이 있는 경성과 길주 간의 소식통이 끊기게 하였다.
그리고 본격적으로 거병하여 정문부는 창의대장, 종성 부사 정현룡은 부장, 이붕수는 창의별장, 강문우는 척후장이 되었다.

### 경성 전투
먼저 정문부는 의병 300명을 이끌고 반란군 대장 국세필이 있는 경성으로 갔다. 정문부는 국세필의 권한을 인정하고 회유하여 경성에 입성할 수 있었다. 왜군의 순찰병 40명이 성 근처로 왔으나 강문우의 20명 기병대에 의해 모두 죽임을 당했다.
정문부는 경성에서 밤낮을 가리지 않고 의병들을 훈련시켰으나 그를 받아들인 국세필은 정문부를 자주 의심해 죽음의 위협까지 주었으나 정문부는 절대 내색하지 않았다. 한편 경성과의 연락이 끊긴 것을 눈치 챈 길주의 가토 우마노조는 휘하 장수에게 92명의 군사를 주어 경성으로 가게 하였다.
그러나 국세필과 그의 아들 국생이 왜국 장수를 죽였고 김범과 이희당이 화살을 쏘아 왜군 다수를 사살하고 도망가던 왜군은 강문우의 기병대가 모두 쓸어버렸다.

### 회령-명천 전투
1592년 10월 회령에서 반란을 일으켰던 국경인이 신세준과 그의 유생들에 의해 살해당하자 정문부는 남은 반란자인 정말수를 치기 위해 명천으로 군사를 몰았다. 명천에서는 정말수를 몰아내려는 농민 봉기가 일어났으나 정말수가 화포를 동원해 막아 실패하였다.
그러자 정문부는 오촌권관 구황과 강문우에게 각각 30명의 기병과 몇몇의 제장들을 주어 총 60명의 기병대로 명천을 습격하라 명했다. 갑작스런 공격에 정말수는 성을 빠져나와 산에 숨었는데 경성 토병 진덕인에 의해 붙잡혀 그의 부장으로 함께 처형당했다.
정말수의 반란을 평정한 정문부는 그 동안 경성을 지배하던 국세필과 그의 일당들을 처형하여 함경도의 반란군들을 모두 진압하였고 백성들이 경성으로 모여들어 함경북도가 왜군의 지배에서 완전히 벗어나게 되었다. 1592년 10월 20일까지 약 3,000여 명의 군사를 확보하게 되었다.

### 길주성 포위
정문부는 왜군이 지키는 길주성으로 가기 위해 군사 1000명을 이끌고 명천성으로 나아갔다. 몇몇 사람들이 말렸으나 정문부는 왜군과의 전면전으로 주장하며 진격했다. 이 무렵 길주성에는 약 1000명, 성 남쪽 영동에는 300명이 주둔하며 서로 의지하고 있었다.
정문부는 군사를 3개로 나누어 경성 이북 출신 군사 1000명은 자신과 정현룡이 맡고 길주 출신 군사 1000명은 고령 첨사 유경천에게 주어 갯마을에 진을 쳐 왜군을 감시하게 하고 경원 부사 오응태에게 길주 양리와 서북보의 토병을 관리하게 하고 정병을 징병해 복병을 두었다.
정문부는 인의지방 사람 원충서에게 군사 200명을 주어 길주 북쪽 야간창에 진을 치게 하고 또한 명천에서 400명의 군사를 중요 고참 지방에 배치시켰다.

### 석성령 전투
1592년 12월 3일(음력 10월 30일) 왜군 1000명은 명천 갯마을 가파리를 약탈하고 돌아오던 중 석성령에서 원충서의 200명 군대와 맞닥드렸다. 이에 왜군이 후퇴하자 원충서는 추격하기 시작했다. 왜군의 수가 많아 잠시 병사를 물리고 방어하던 중 고참에 매복하던 방원 만호 한인제의 기병 300명이 원충서와 합류했다.
한인제 외에 여러 복병들이 원충서와 합류하자 왜군 장수 5명이 400명의 정예 군사를 이끌고 돌격한다. 그러나 조선군의 기병을 중심으로 평지 돌격전을 펼쳐 왜군은 퇴각하기 시작했고 퇴각 도중 곳곳에서 등장하는 조선군 복병들을 당해내지 못하고 장덕산 위에서 괴멸당하고 말았다.
정문부는 남은 잔당들을 토벌하기 위해 산에 불을 질렀고 이 전투에서 깃발 20개, 갑옷 50벌, 투구 8벌, 창 16자루, 조총 26자루, 탄환 646개, 화약통 15개, 말 118필, 수많은 일본도 등을 노획했다.

### 길주 전투
1592년 12월 4일(음력 11월 1일) 정문부는 드디어 길주성을 치기 위해 군사를 3개로 나눠 성을 포위했다. 하지만 2차례에 걸쳐 성을 공격했으나 피해만 늘어갔다. 이에 정문부는 군대를 길주성 주변에 매복시키고 정예 병력들만 데리고 영동에 주둔하던 왜군을 공격한다.
그 무렵 영동에서는 왜군이 분탕질을 하고 있었고 이를 본 길주 토병 김국신이 정문부에게 보고하자 정문부는 자신의 3개 부대를 이끌고 영동을 공격해 괴멸시키고 주검을 10여리 걸쳐 늘어놓았으며 왜군 장수에게 서신을 보내 희롱하였다.

### 윤탁연의 모함
1593년 2월 1일(음력 1월 1일) 의병장 신분으로 활약한 정문부를 순찰사 윤탁연이 조정에 정문부의 공을 반대로 고했기 때문에 크게 포상받지 못했고, 영흥부사에 제수된다. 윤탁연은 조정에서 실사를 보낸 사신에게도 뇌물을 주어 진상 조사를 무마시켰다. 1615년 부총관에 임명되고 다시 병조참판으로 임명되지만, 북인의 횡포에 관직을 고사하고 야인으로 돌아간다.

## 같이 보기
- 북관대첩비